# Arun Jaitley
Arun Jaitley (Nueva Delhi, 28 de diciembre de 1952-Ibidem, 24 de agosto de 2019) fue un abogado y político indio. En el momento de su muerte era ministro de Finanzas y de Asuntos Corporativos en el Gabinete de la India.

## Biografía
Fue abogado mayor del Tribunal Supremo de Delhi. Estudió en St. Xavier School, Nueva Delhi, entre 1957 y 1969.  Se graduó en Comercio por la Escuela de Comercio de Shri Ram en Nueva Delhi, en 1973. Obtuvo la licenciatura en Derecho por la Universidad de Delhi, en 1977. 
Miembro del Partido Popular Indio, Jaitley tuvo a su cargo previamente las carteras de Comercio e Industria; y la Ley y la Justicia en el gobierno de Vajpayee (1998-2004). Sirvió brevemente como Ministro de Defensa en el gobierno de Narendra Modi. De 2009 a 2014 se desempeñó como jefe de la oposición en el Rajya Sabha.